# تذبذب النيوترينو

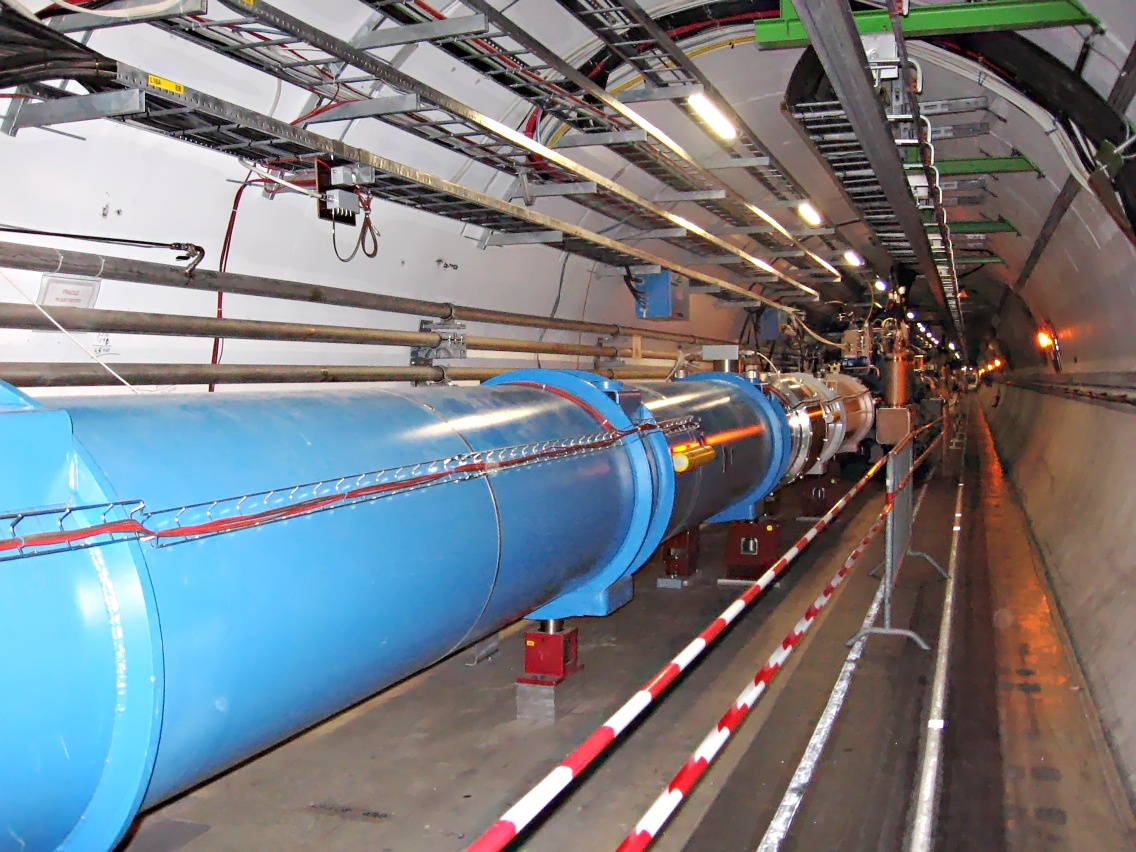

في الفيزياء، تذبذب النيوترينو (بالإنجليزية: neutrino oscillation)‏ هي ظاهرة كمومية أشار إليها برونو بونتيكورفو والتي تقول بأن النيوترينو الذي ينشأ من ليبتون ذو نكهة مثل الإلكترون أو الميون أو تاوون قد يبدو عند قياسه بأن له نكهات كمومية مختلفة. ويتغير احتمال قياس نكهة معينة للنيوترينو بشكل دوري أثناء انتشار النيوترينو. وتذبذب النيوترينو له أهمية في الفيزياء النظرية والتجريبية على السواء حيث مشاهدة تلك الخاصية تؤيد أن النيوترينو له كتلة أكبر من الصفر، وهذا يخالف النموذج الأساسي لفيزياء الجسيمات، الذي يفترض ان النيوترينوات ليست لها كتلة. والجسيم الذي ليس له كتلة من المفروض أن يتحرك بسرعة الضوء. وعند التحرك بسرعة الضوء يصبح الزمن واقفا بالنسبة للنظام المتحرك، وبناءا على ذلك لا يمكن حدوث أي تغير لأن الزمن يعتبر بالنسبة للنظام المتحرك واقفا ( وبالتالي فلا يحدث تذبذب «للجسيم» المتحرك ). فإذا كان الجسيم يتغير فلا بد أن تكون له كتلة.

## المشاهدات
ظهرت بوادر متعددة لذبذبة النيوترينو من مشاهدات مختلفة لعدة مصادر، وذلك في نطاق كبير ل طاقة النيوترينو وبعدة عدادات تختلف تقنيتها .

### تذبذب النيوترينو الشمسي
قام راي دافيس بأول تجربة لقياس تأثيرات التذبذب النيوتروني عام 1960 في تجربة هومستاك حيث بينت قياساته عجزا في فيض النيوترينوات الشمسية، وكان ذلك باستخدام عداد الكلور. وقد أدت تلك النتيجة إلى ظهور مشكلة نيوترنوات الشمس ؛ إذ أن النيوترينوات الشمسية المسجلة عمليا أقل من الأعداد المحسوبة نظريا.
كما وُجد نفس العجز خلال قياسات أخرى أجريت بعناصر كيمائية مشعة والماء بالاستعانة ب عداد شيرينكوف ، ولكن لم يمكن من تلك القياسات التوصل إلى أن سبب هذا العجز يكمن في تذبذب النيوترينو حتى أثبت مرصد سودبري للنيوترينو بأن النيوترينو يغير نكهته، وكان ذلك في عام 2001 .
وتقل طاقات نيوترينوات الشمس عن 20 مليون إلكترون فولت وهي تأتي عبر المسافة بين الشمس والأرض حتي تصل إلى العداد الذي يقوم بقياسه . وعند طاقات أعلى من 5 ملايين إلكترون فولت MeV فإن تذبذب النيوترينو يحدث أثناء اختراق النيوترينو الشمس وهي ذبذبة تسمى تأثير إم إس دبليو MSW effect ، وهي تختلف عن التذبذب الذي يحدث في الفراغ .

### تذبذب النيوترينو في الجو
سجلت عدادات كبيرة مثل عداد إرفينج-ميتشيجان-بروكهافن، ومرصد مونوبول أستروفيزيكس أند كوسميك راي أوبزرفاتوري، وكذلك تجربة كاميوكاندي Kamiokande II أيضا عجزا في نسبة فيض الميونات إلى فيض الإلكترونات لنكهة النيوترينوات الجوية (أنظر تحلل الميون muon decay ).
وسجلت تجربة سوبر كاميوكاندي قياسات دقيقة لتذبذب النيوترينوات في حيز طاقات النيوترينو بين عدة مئات مليون إلكترون فولت وعدة تيرا إلكترون فولت ، واخذ قطر الأرض في الحسبان.

### تذبذب نيوترينو المفاعل النووي

توضيح تذبذب النيوترينو حتى مسافة 100 كيلومتر.

اهتمت عدة تجارب بقياس تذبذبات الإلكترونات ومضاد النيوترينوات الناتجة في المفاعل النووي. وقد أجريت تجربة كاملاند KamLAND العالية الدقة بقياس تذبذب النيوترينو في المفاعل منذ عام 2002. وتصل طاقة النيوترينوات الناشئة بالمفاعل النووي إلى عدة ملايين إلكترون فولت، وهي تماثل طاقة نيوترينوات الشمس. وقد وصل حيز التجارب ما بين عشرات الأمتار إلى 100 كيلومتر.

### تذبذبات فيض النيوترينوات
يقدم فيض النيوترينوات المنتجة في معجل الجسيمات أحسن طريقة لدراسة النيوترينوات . وقد أجريت العديد من التجارب التي تقوم بقياس نفس ذبذبات النيوترينو والتي تماثل أيضا ذبذبة النيوترينو في الجو، وهي تستخدم نيوترينوات لها طاقة عالية تبلغ عدة ميجا إلكترون فولت وقاعدة تبلغ عدة كيلومترات . وقد أعلنت تجربة مينوس MINOS أن ما قامت به من قياسات يتفق تماما مع نتائج تجربة سوبر كاميوكاندي التي أجريت في اليابان.
وهناك مشاهدة مخالفة لذبذبة فيض النيوترينو قامت بقياسها تجربة MiniBooNE عام 2006 . وتشير قياسات قامت بها تجربة مينيبووني في ربيع عام 2007 بأنها مخالفة لنتائج تجربة LSND .
وفي مايو 2010 أعلن كل من مركزي الأبحاث INFN و سيرن

أنهما قد قاما بمشاهدة جسيم تاوون في فيض نيوترينو الميون في تجربة أوبرا بالمختبر الوطني في «جران ساسو»، التي تبعد عن جينيف مسافة 730 كيلومتر حيث هناك مصدر للنيوترينوات.
وسوف تقوم التجربة الجديدة T2K بتوجيه فيض للنيوترينوات عبر 295 كيلومتر من الأرض وسوف تقوم بقياس الإحداثية θ13. ومن المفروض أن تجرى التجربة عام 2009 وتستخدم عداد تجربة سوبر كاميوكاندي الموجود في اليابان. كما أن التجربة NOνA سوف تقوم بهذا البحث، وسوف يستخدم عدادها نفس الفيض الذي تستخدمه تجربة مينوس MINOS، وسوف تكون قاعدتها 810 كيلومتر.

### تذبذب التحلل
اظهرت بعض البحوث المجراة على تحلل النظير الذري براسيوديميوم-140 و النظير بروميثيوم-140 التي أجريت في مؤسسة أبحات الأيونات الثقيلة بمدينة دارمشتات بألمانيا عام 2008 تذبذب يصاحب تحلل النواة الذرية ، رغم أن مثل هذا التحلل يتبع عادة دالة أسية للإساس الطبيعي e. وقد أرجعت تلك الذبذبة إلى تذبذبات النيوترينو.
.
إلا أن التفسير النظري لهذه الذبذبة بكونها ذبذبات النيوترينو قد لاقت مناقشات كثيرة ولا يوجد اتفاق على سلامته .
.

## اقرأ أيضا
- مشكلة نيوترينو الشمس
- تجربة أطلس
- تجربة سوبر كاميوكاندي
- مكشاف مصادم فيرميلاب
- إشعاع شيرنكوف
- مصفوف عدادات الميون والنيوترينو بالقطب الجنوبي